# 해룡

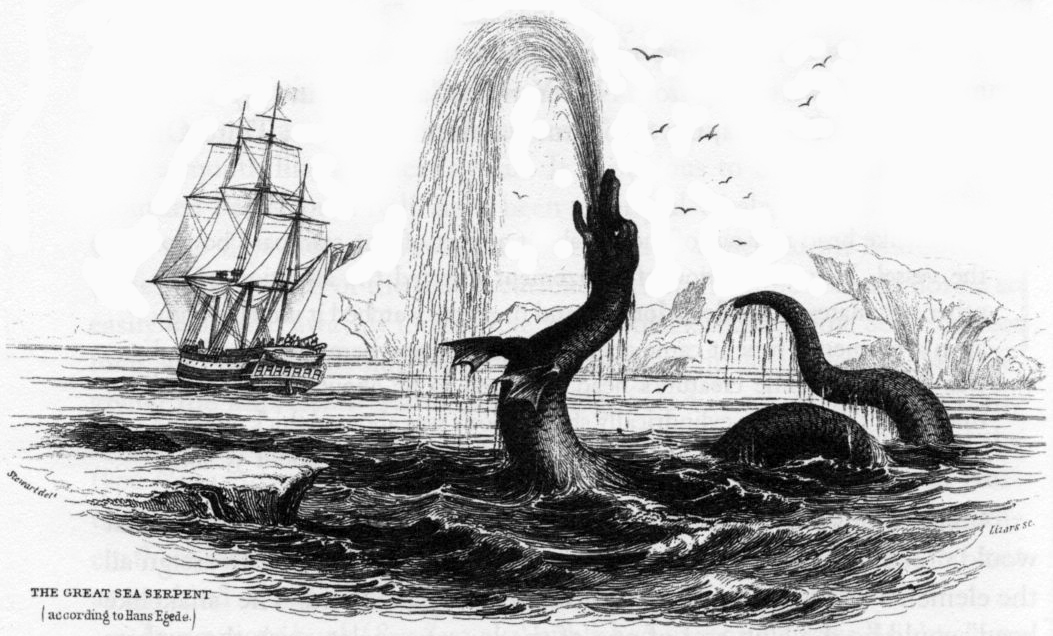
1734년에 한스 에게데가 묘사한 거대한 해룡 삽화

해룡(海龍, sea dragon) 또는 큰 바다뱀(大海蛇, sea serpent)은 뱀처럼 생긴 거대한 해양 생명체로, 유사 이래 많은 신화나 전설에서 등장한다. 또한 역사 시대에도 수백년 간 목격담이 존재했으며, 오늘날도 그 존재가 주장되고 있다. 미확인동물학자 브루스 샴페인(Bruce Champagne)에 의하면 해룡의 목격담은 약 1,200건 이상 존재하나, 이런 목격담은 거의 대부분 산갈치, 고래, 주름상어 등을 착각한 것으로 여겨지고 있다. 해룡은 미확인동물학의 연구 테마일 뿐 아니라 일종의 신화적 모티프로서 아서 클라크의 《해저 목장》 등 현대 소설에서도 지속적으로 등장하고 있다.

## 역사
해룡의 기록은 고대부터 존재한다. 북유럽 신화의 요르문간드(Jörmungandr)는 그 크기가 너무 커서 세계를 한바퀴 다 돌고 자기 꼬리를 스스로 물 정도였다고 하고, 그리스 신화에서 대지를 둘러싼 대양을 의인화한 오케아노스(Ὠκεανός)는 비늘이 난 꼬리가 달려 있었다. 《구약성경》 욥기에는 오리엔트의 전설에 등장하는 악어와 뱀을 닮은 괴물이 수입된 것으로 보이는 레비아탄(לִוְיָתָן)이 등장하고, 이사야서와 시편에는 라합(רַהַב)이 등장한다. 아시리아의 왕 사르곤 2세는 키프로스로 가는 항해 도중에 해룡과 조우했다고 전해진다. 동양의 용 역시 물과 관계가 깊고, 외형상 서양의 해룡과 매우 유사하다. 그러나 고대의 전승은 신화나 전설로 전해지고 있어 생물학적 검증의 대상이 될 수 없고, 대체로 고래, 해우, 산갈치 등의 목격이 와전된 것으로 생각할 수 있다.

## 같이 보기
- 레비아탄
- 라합
- 요르문간드
- 린드부름
- 크라켄
- 오케아노스